# Genki Haraguchi
Genki Haraguchi (Kumagaya, Saitama, 9 de mayo de 1991?) es un futbolista japonés que juega como centrocampista y milita en el Urawa Red Diamonds de la J1 League. Es internacional con la selección de fútbol de Japón.

## Carrera

### Urawa Red Diamonds
Haraguchi hizo su debut como profesional el 25 de mayo de 2008, en un partido de la Copa J. League contra Nagoya Grampus. Logró marcar su primer gol profesional contra el mismo equipo contra el que realizó de su inicio en el mundo del fútbol, Nagoya Grampus pero en este caso fue por un juego de la J1 League, el 12 de abril de 2009.

### Hertha BSC
El 25 de mayo de 2014 se anunció que el Hertha BSC había confirmado el arribo de Haraguchi en tierras germanas para jugar en la 1.Bundesliga. El futbolista nipón anotó su primer gol de manera oficial con Hertha el 16 de agosto de 2014 en una victoria 4 a 2 durante la primera ronda de la DFB Pokal en un partido contra el FC Viktoria Köln. En cambio su primer gol por liga fue el 14 de marzo contra el FC Schalke 04 con el cual permitió que su equipo ganara 2-1.

## Selección nacional
Haraguchi es internacional con la selección de fútbol de Japón lo que le permitió formar parte de la convocatoria para disputar la Copa Asiática 2011.
Además integró el plantel que disputó la Campeonato de Fútbol del Este de Asia 2013 en la que jugó los partidos contra China y Corea del Sur ayudando a su selección a lograr la obtención de este campeonato por primera vez.
El 31 de mayo de 2018 el seleccionador Akira Nishino lo incluyó en la lista de 23 para el Mundial.

### Participaciones en Copas del Mundo
| Mundial                        | Sede  | Resultado        | Partidos | Goles |
| ------------------------------ | ----- | ---------------- | -------- | ----- |
| Copa Mundial de Fútbol de 2018 | Rusia | Octavos de final | 3        | 1     |

## Clubes
Actualizado a 21 de junio de 2025.
| Club                        | País     | Año       | Partidos | Goles |
| --------------------------- | -------- | --------- | -------- | ----- |
| Urawa Red Diamonds          | Japón    | 2008-2014 | 204      | 40    |
| Hertha Berlín               | Alemania | 2014-2018 | 105      | 6     |
| Fortuna Düsseldorf (cedido) | Alemania | 2018      | 13       | 1     |
| Hannover 96                 | Alemania | 2018-2021 | 98       | 15    |
| F. C. Union Berlin          | Alemania | 2021-2023 | 61       | 2     |
| VfB Stuttgart               | Alemania | 2023-2024 | 16       | 0     |
| Urawa Red Diamonds          | Japón    | 2024-     | 30       | 1     |

## Palmarés

### Campeonatos nacionales
| Título        | Club               | País     | Año     |
| ------------- | ------------------ | -------- | ------- |
| 2. Bundesliga | Fortuna Düsseldorf | Alemania | 2017-18 |